# Четирце
 Тази статия е за селото в Северна Македония.  За селото в България вижте Четирци.  
Четирце или Четирци (на македонска литературна норма: Четирце; на албански: Çetirca) е село в Северна Македония, в община Куманово.

## География
Селото е разположено в котловината Жеглигово на десетина километра северно от общинския център Куманово в западното подножие на планината Руен.

## История
В селото има средновековна църква в руини, посветена на Свети Йоан Кръстител.
В 1861 година Йохан фон Хан на етническата си карта на долината на Българска Морава отбелязва Четирце като албанско село.
В края на XIX век Четирце е българско село в Кумановска каза на Османската империя. Според статистиката на Васил Кънчов („Македония. Етнография и статистика“) от 1900 година Четирци е село, населявано от 420 жители българи християни.
Според секретен доклад на българското консулство в Скопие всичките 62 къщи в селото през 1900 година преминават на страната на Сръбската пропаганда в Македония.
Населението на селото е разделено в конфесионално отношение. Според патриаршеския митрополит Фирмилиан в 1902 година в Четирце има 40 сръбски патриаршистки къщи. По данни на секретаря на Българската екзархия Димитър Мишев („La Macédoine et sa Population Chrétienne“) в 1905 година в Четирци има 224 българи екзархисти и 276 българи патриаршисти сърбомани и в селото функционират българско и сръбско училище.
В учебната 1907/1908 година според Йован Хадживасилевич в селото има патриаршистко училище.
През 1922-1923 година в селото е открита поща, която функционира до 6 април 1941 година.
В 1994 година жителите на селото са 258, от които 242 сърби и 16 северномакедонци. Според преброяването от 2002 година селото има 249 жители.
| Националност     | Всичко |
| северномакедонци | 34     |
| албанци          | 0      |
| турци            | 0      |
| роми             | 0      |
| власи            | 0      |
| сърби            | 215    |
| бошняци          | 0      |
| други            | 0      |

## Личности
Починали в Четирце
- Тодор Александров Дичев, български военен деец, поручик, загинал през Втората световна война[10]